# 234. pehotni polk (Italija)
234. pehotni polk Lario je bil pehotni polk Kraljeve italijanske kopenske vojske.

## Zgodovina
Med prvo svetovno vojno je bil polk nastanjen na soški fronti.